# Narodowy Front Wyzwolenia Angoli
Narodowy Front Wyzwolenia Angoli (port. Frente Nacional de Libertação de Angola, FNLA) – angolska konserwatywna partia polityczna, wcześniej ruch partyzancki. 
Ugrupowanie powstało na bazie utworzonego w 1954 roku Związku Ludności Angoli. Na czele tej grupy stanął Holden Roberto. Związek skupiał członków plemienia Kongo i miał prozachodni oraz konserwatywny charakter.  W 1960 roku organizacja zawarła traktat o współpracy z Ludowym Ruchem Wyzwolenia Angoli (MPLA). Członkowie grupy przeszli szkolenie militarne w Tunezji i Kongo, a nowoczesne uzbrojenie otrzymali od rządu Algierii.
W 1962 roku rozpoczęła kampanię rebeliancką na północy kraju. Powstanie zostało zdławione przez portugalskie siły kolonialne, a jego uczestnicy wycofali się do sąsiedniego Zairu. W tym samym roku w Kinszasie powołali Rewolucyjny Rząd Angoli na Wygnaniu z Holdenem Roberto jako premierem, a Związek zmienił nazwę na Narodowy Front Wyzwolenia Angoli. Rząd został poparty przez Organizację Jedności Afrykańskiej. W 1966 roku z grupy wyłamał się Jonas Savimbi, który utworzył rozłamowy Narodowy Związek na rzecz Całkowitego Wyzwolenia Angoli (UNITA). Od tamtego czasu FNLA była jedną z trzech sił biorących udział w wojnie niepodległościowej. W 1968 roku po rozpoczętych przez organizację starciach z siłami MPLA rząd emigracyjny FNLA stracił poparcie OJA. W 1972 roku pod dyktatem OJA, FNLA i MPLA powołały wspólną Radę Wyzwolenia Angoli. Na czele Rady stanął Roberto. Powstanie organu nie zatrzymało wzajemnych animozji w ruchu antykolonialnym.
W 1974 roku Portugalczycy zgodzili się na nadanie Angoli niepodległości. FNLA jak i MPLA oraz UNITA weszły w styczniu 1975 roku w skład tymczasowego rządu. Rząd rozpadł się miesiąc później, a w lipcu wybuchła regularna wojna domowa. W listopadzie lider MPLA Agostinho Neto proklamował utworzenie niepodległej Ludowej Republiki Angoli. FNLA i UNITA sprzeciwiły się temu krokowi i proklamowały utworzenie konkurencyjnej Ludowo-Demokratycznej Republiki Angoli, której prezydentem został Roberto. Siły rebeliantów zostały rozbite przez MPLA do początku 1976 roku. W 1977 roku wznowiła kampanię rebeliancką. Z wojny wycofała się pod koniec lat 70. na skutek klęsk militarnych.
W 1992 roku na gruncie wprowadzenia w Angoli systemu wielopartyjnego, przekształciła się w partię polityczną i wystartowała w wyborach parlamentarnych. Od 1994 roku jest członkiem bloku partii opozycyjnych
Organizacja w różnych okresach czasu była wspierana przez ChRL, Rumunię, Libię, Izrael, Francję, Stany Zjednoczone i Zair.

## Wyniki wyborcze
| Wybory | Głosy  | %    | Mandaty | +/– | Miejsce | Rząd     |
| ------ | ------ | ---- | ------- | --- | ------- | -------- |
| 1992   | 94 742 | 2,40 | 5/220   |     | 3       | Opozycja |
| 2008   | 71 416 | 1,11 | 3/220   | 2   | 5       | Opozycja |
| 2012   | 60 951 | 1,08 | 2/220   | 1   | 5       | Opozycja |
| 2017   | 61 394 | 0,91 | 1/220   | 1   | 5       | Opozycja |